# Lisha Huang
Lisha Huang (pinyin, Huáng Lìshā; Shijiazhuang, 10 de septiembre de 1988) es un atleta paralímpica china que compite en la categoría T53 para atletas en silla de ruedas.

## Biografía
Cuando era niña, perdió el uso de sus piernas después de padecer polio.
Seis veces campeona paralímpica, ganó la medalla de oro en los 100 metros T53 en los Juegos Paralímpicos de Pekín 2008 , Londres 2012 y Río 2016. En 2008 ganó su primera medalla de oro olímpica en los 100 m T53 con la marca de 16.22 segundos. Cuatro años después, conservó su título paralímpico al derrotar a su compatriota Zhou Hongzhuan y a la australiana Angela Ballard. En los Juegos de 2016, el podio fue el mismo que en Londres, donde Huang ganó su tercera medalla de oro consecutiva con una marca de 16.28 segundos. Repitió la hazaña manteniendo su título la prueba de 200 m en la categoría T53 en dos paralímpiadas consecutivas y también ganando oro en el 4 x 100 m relevos con sus compatriotas.
En Doha en 2015, durante el Campeonato Mundial de Atletismo Paralímpico, ganó el oro la prueba de 100 m delante de la turca Hamide Kurt y la bermudeña Jessica Cooper Lewis, luego el bronce en los 400 m detrás de la australiana Angela Ballard y su compatriota Zhou Hongzhuan.

## Palmarés deportivo

### Juegos Paraolímpicos
- Juegos Paralímpicos de Pekín 2008 ( China): 
  -  T53 de 100 m
  -  T53 de 200 m
  -  T53 de 4 x 100 m
- Juegos Paralímpicos de Londres 2012 ( Reino Unido): 
  -  T53 de 100 m
  -  T53 de 800 m
  -  T53 de 400 m
- Juegos Paralímpicos de Río de Janeiro 2016 ( Brasil): 
  -  T53 de 100 m